# ムーン・パレス
『ムーン・パレス』（英語: Moon Palace）は、1989年に出版されたポール・オースターの長編小説である。

## あらすじ
コロンビア大学の学生だったM・S・フォッグは伯父ヴィクターを亡くし、彼の蔵書を処分し始めていた。貯金を使い果たしたフォッグは公園で残飯を漁る生活をする様になってしまった。それから彼は親友のジンマーに助けられて居候生活を始め、その頃に中国人女性キティ・ウーと出会って肉体関係を持つ。コロンビア大学でアルバイトの斡旋を受けたフォッグはトマス・エフィングという老人の下で住み込みの仕事を始めた。当初は書物の朗読といった仕事ばかりだったが、後にエフィングは徐々に自らの過去を語り始めた。老人はジュリアン・バーバーという死亡した筈の画家だったと明かした他、グレシャム兄弟が強奪して来た金を、彼らを殺害した上で持ち去ったと証言した。そして、フォッグは老人の息子ソロモン・バーバーと面会した。彼はフォッグの母エイミーと男女の関係にあったと告白した。つまり、ソロモンはフォッグの父親、エフィングは彼の祖父だったと判明したのである。

## 登場人物
マーコ・スタンリー・フォッグ
コロンビア大学の学生。肉親を全て失って自暴自棄になり、ホームレスの様な生活を送っていたが、ジンマーに助けられる。映画「八十日間世界一周」の主人公にちなみ叔父からはフィリアスと呼ばれていた。
キティ・ウー
中国人女性。父親は蔣介石政権で駐日大使をしていた。ジンマーとともにマーコを暖かく受け入れ、恋人同士となる。
デイビッド・ジンマー
フォッグの親友で、彼を自らのアパートに居候させる親切な人。
トマス・エフィング
後ろめたい過去を持つ、車椅子生活をしている老人。マーコは彼のために本を読む仕事をする。